# The Cave - Acqua alla gola
The Cave - Acqua alla gola (in thailandese: Nang Non, นางนอน) è un film d'azione thailandese del 2019 sul salvataggio nella grotta di Tham Luang del 2018 nella provincia di Chiang Rai, in Thailandia, scritto e diretto da Tom Waller e coprodotto da Waller e Allen Liu. La storia è scritta dal punto di vista di diverse persone coinvolte nell'operazione di salvataggio e presenta il subacqueo Jim Warny e altri nelle vesti di se stessi. Il film è stato presentato in anteprima al Busan International Film Festival 2019 ed è uscito in Thailandia il 21 novembre 2019.

## Trama
Il film copre gli eventi del salvataggio nella grotta del 2018, concentrandosi su diverse persone che hanno contribuito allo sforzo di salvataggio, tra cui il produttore di pompe per l'acqua Nopadol Niyomka, il Thai Navy SEAL in pensione Saman Kunan e, in particolare, il subacqueo in grotta irlandese Jim Warny.

## Produzione
Il film è stato prodotto dalla De Warrenne Pictures di Waller, con sede a Bangkok. Waller ha iniziato a lavorare al film subito dopo gli eventi realmente accaduti nel giugno-luglio 2018 e ha deciso di filmare la storia dopo aver incontrato Warny in Irlanda. Ha scritto la sceneggiatura con Don Linder e Katrina Grose, concentrandosi su "gli eroi non celebrati: come hanno sentito per la prima volta cosa stava succedendo, come hanno reagito e hanno abbandonato tutto per correre in aiuto". Diverse persone coinvolte nello sforzo sono comparse personalmente nel film.
La maggior parte delle riprese si è svolta da ottobre 2018 a gennaio 2019, ma solo nel febbraio successivo Waller ha ottenuto il permesso di girare nella grotta di Tham Luang Nang Non. La maggior parte delle scene in grotta sono state girate in altre grotte della Thailandia e su un set costruito sopra una piscina. Il film è stato il primo sul salvataggio ad essere realizzato, mentre i diritti esclusivi sulle storie dei ragazzi erano stati venduti a Netflix.

## Distribuzione
Il film è stato presentato in anteprima al Busan International Film Festival il 5 ottobre 2019 ed è stato proiettato al Vancouver International e al BFI London Film Festival prima della sua uscita in Thailandia il 21 novembre. Ha incassato 1,1 milioni di baht (US 36000 $) nel suo giorno di apertura, ed è stato il secondo film più visto in quella settimana, dopo Frozen 2, che ha incassato 9,92 milioni.

### Critica
L'accoglienza della critica al film è stata per lo più modesta. Scrivendo per The Hollywood Reporter, Elizabeth Kerr ha descritto il film come "un dramma di salvataggio tecnicamente abile ma privo di emozioni". Wendy Ide ha scritto su Screen International: "Come il salvataggio in grotta, il film non è il disastro che avrebbe potuto essere. Ma è ben lungi dall'ottenere un trionfo equivalente". Secondo il Bangkok Post, Kong Rithdee scrive "la storia si sente sottile e senza profondità, a volte, ma in ultima analisi, il film giustifica la sua esistenza del tutto sufficiente".